# Jardin botanique de Kryvyï Rih
Le jardin botanique de Kryvyï Rih est une aire protégée en Ukraine, dans Oblast de Dnipropetrovsk.

## Histoire
C'est une institution de 52,4 hectares de l'académie des sciences d'Ukraine. Il se situe dans le raïon de Terny du district de Kryvyï Rih. Dès 1972, l'académie des sciences d'U.R.S.S. statuait sur l'intéret et l'organisation du jardin botanique du Donetsk, élaboré en 1975 par le professeur Eugène Kondratyuk.

### Usages
En 2004 un décret ministériel y créait un arboretum.

## Flore

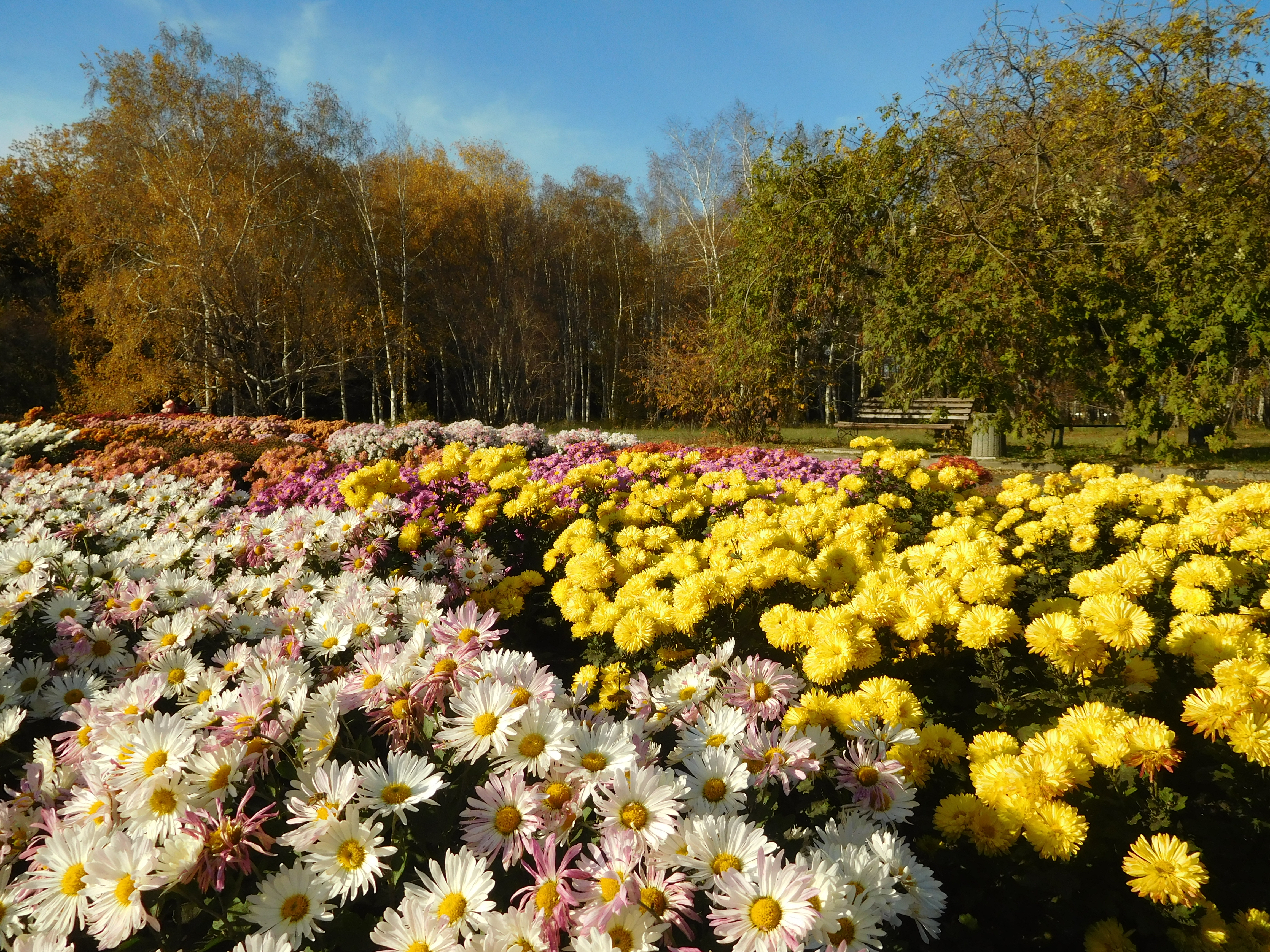
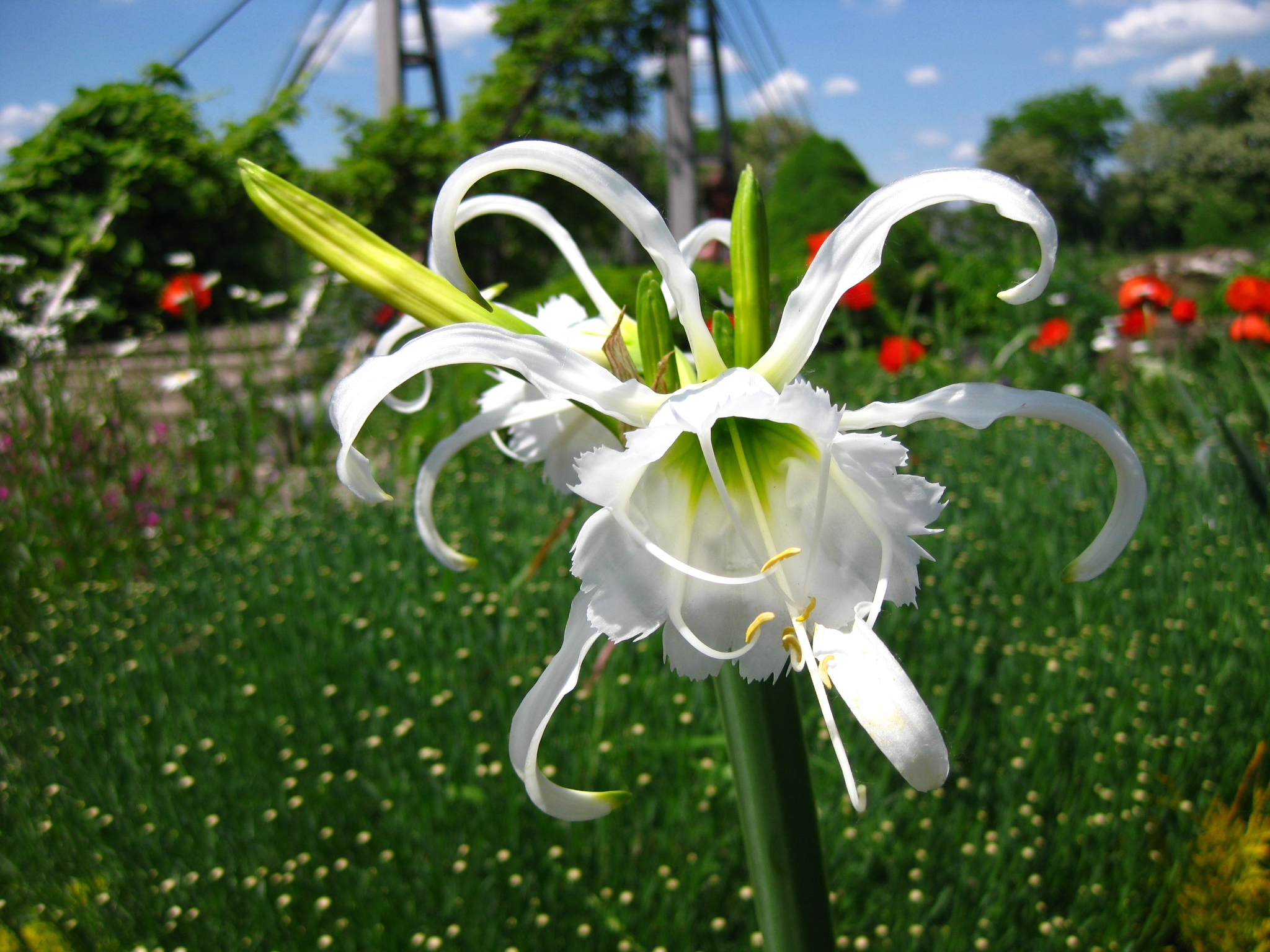
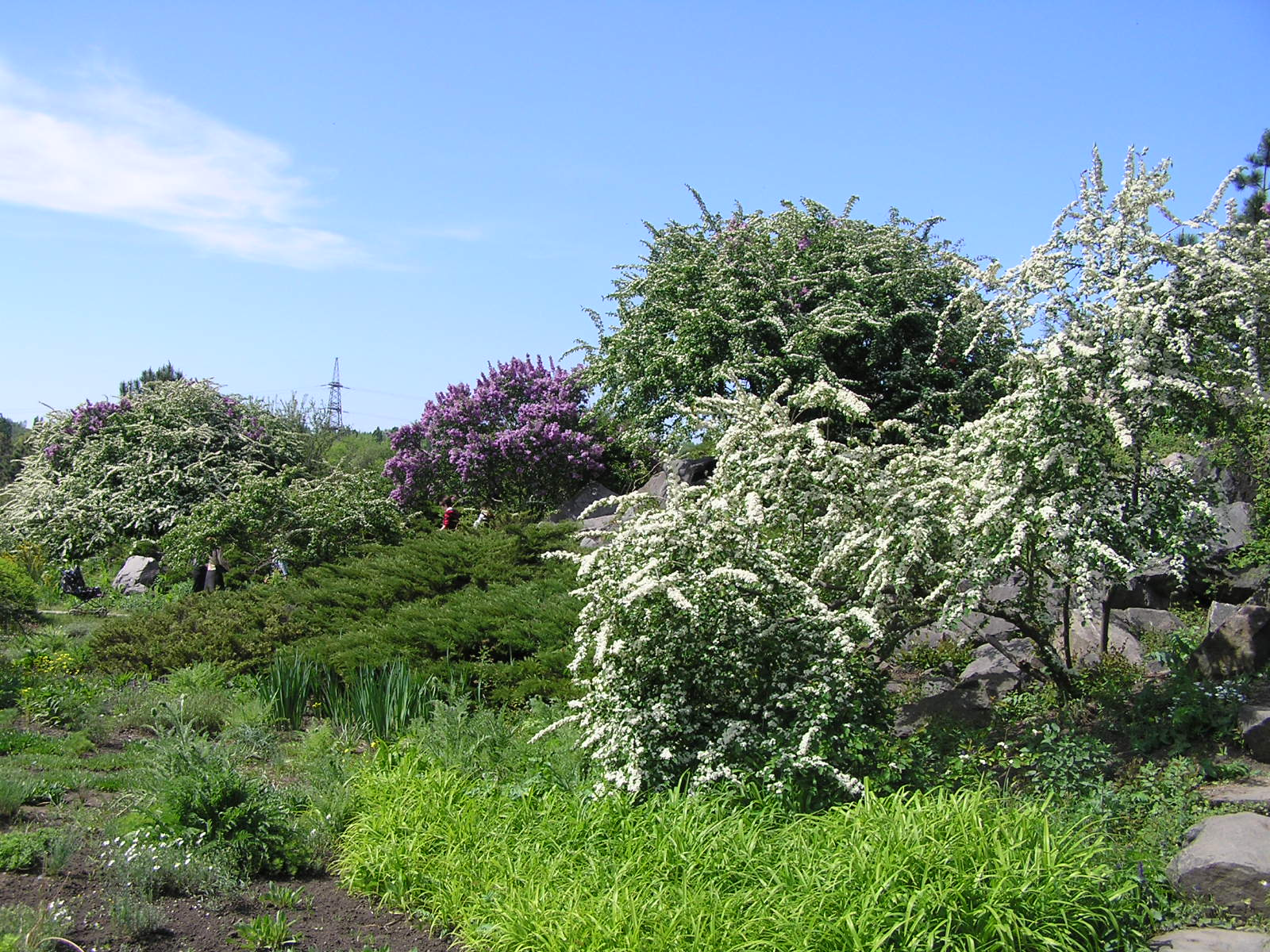
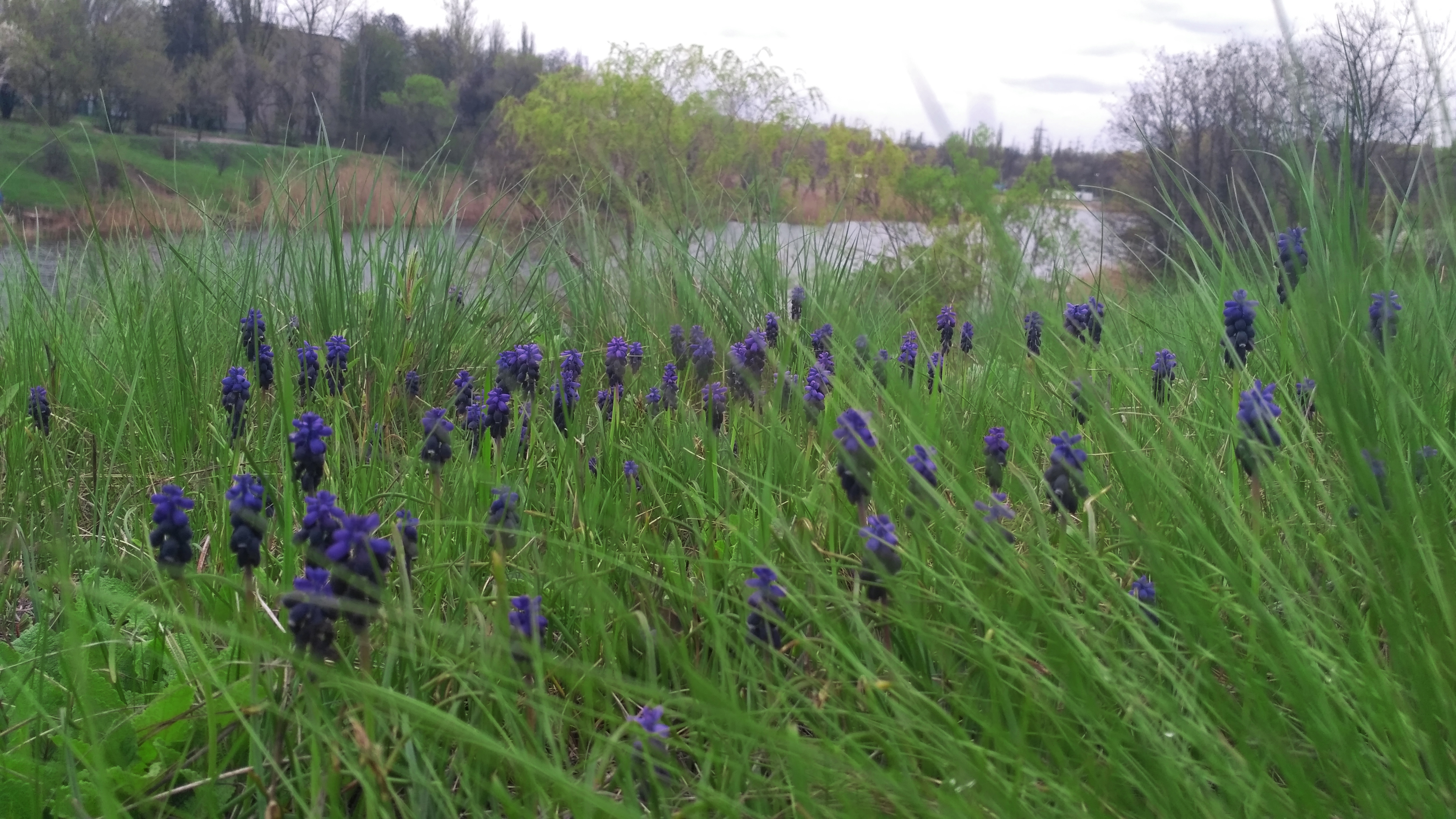